# Robinia

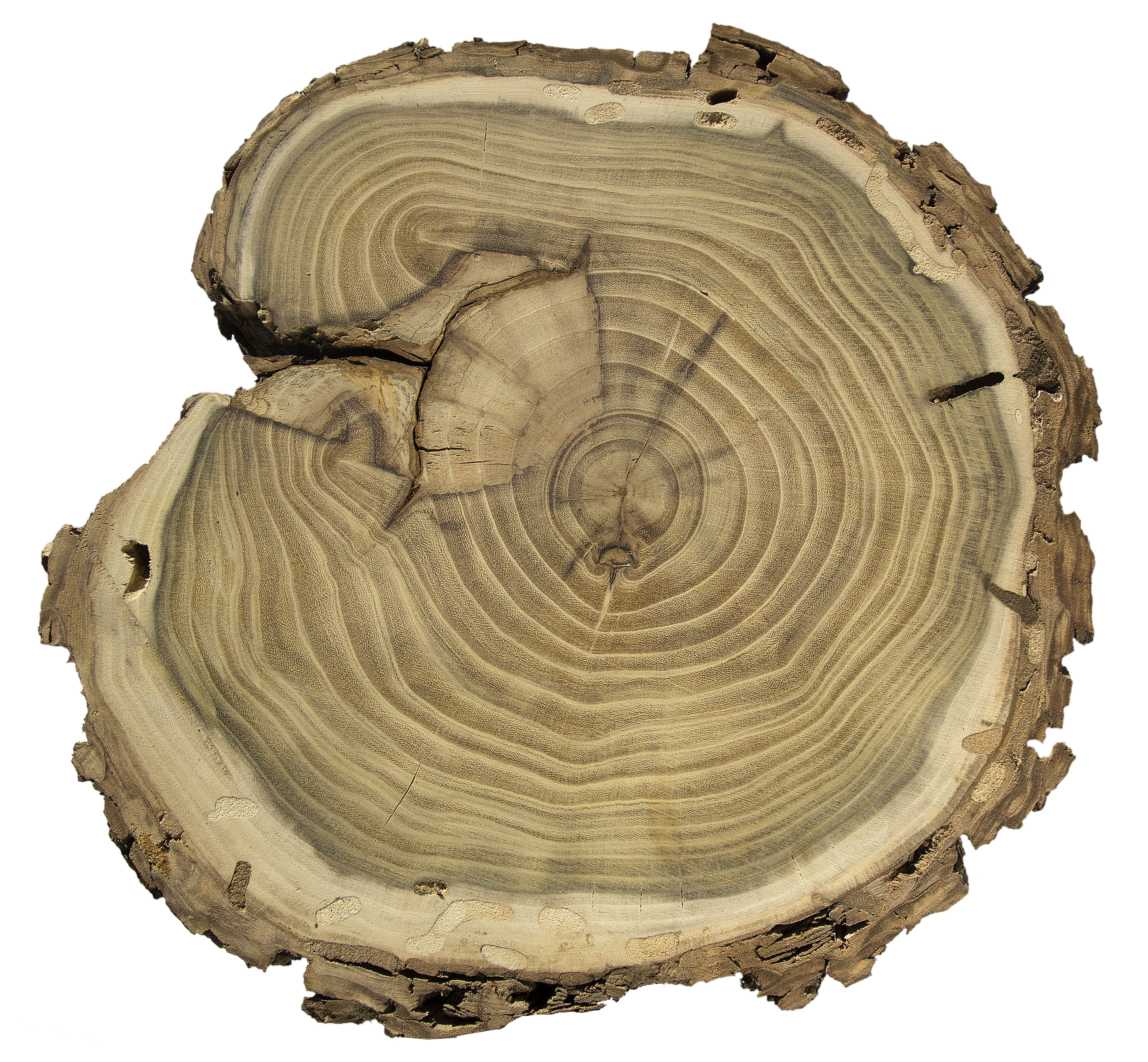
Robinia pseudoacacia

Robinia (Robinia pseudoacacia) är en trädväxt i robiniasläktet i familjen ärtväxter från nordcentrala och nordöstra Nordamerika. Den kallas ibland "falsk akacia" på svenska, vilket är en direkt översättning av det vetenskapliga artnamnet. Robinia odlas som trädgårdsväxt i Sverige och är vanlig som parkträd.
Robinian har en stor förmåga att invadera störda ytor i städer och längs med motorvägar. Den har blivit mycket vanlig i Centraleuropa, och räknas i vissa regioner som invasiv art.
Robinia är ett lövfällande träd som kan bli cirka 15 meter högt. Barken är gulbrun till ljust gråaktig. På yngre grenar sitter taggar i par. Nytillväxten är kantig och sparsamt luden. Bladen sitter strödda, de är parbladiga och har vanligen 7-19 delblad. Delbladen är ovala till elliptiska, kala som utväxta, helbräddade, till 2 cm långa och 1,5 cm breda eller mer.
Blommorna kommer i en hängande klase som kan bli över 15 cm lång. Vanligen sitter 20−30 blommor i varje klase. Fodret är rörformat, grönt eller rödaktigt. Blomskaften är ludna. Kronorna cirka 2 cm. De är vita med en gul fläck på seglet.
Frukten är en balja som kan bli 7 cm lång. Trädet, utom blommorna, d.v.s. rötter, frön, bark, blad är giftiga. Blommorna används i olika länder i te och till pannkakor. 
Blommorna innehåller mycket nektar och är attraktiva för bin. Honung som till stor del innehåller robinianektar kallas akaciahonung. Denna honung kommer till stor del från Turkiet och Ungern.

## Synonymer
- Robinia pringlei Rose
- Robinia pseudoacacia var. rectissima Raber[5]